# 6112 Ludolfschultz
A 6112 Ludolfschultz (ideiglenes jelöléssel 1981 DB1) a Naprendszer kisbolygóövében található aszteroida. Schelte J. Bus fedezte fel 1981. február 28-án.